# Radical RXC

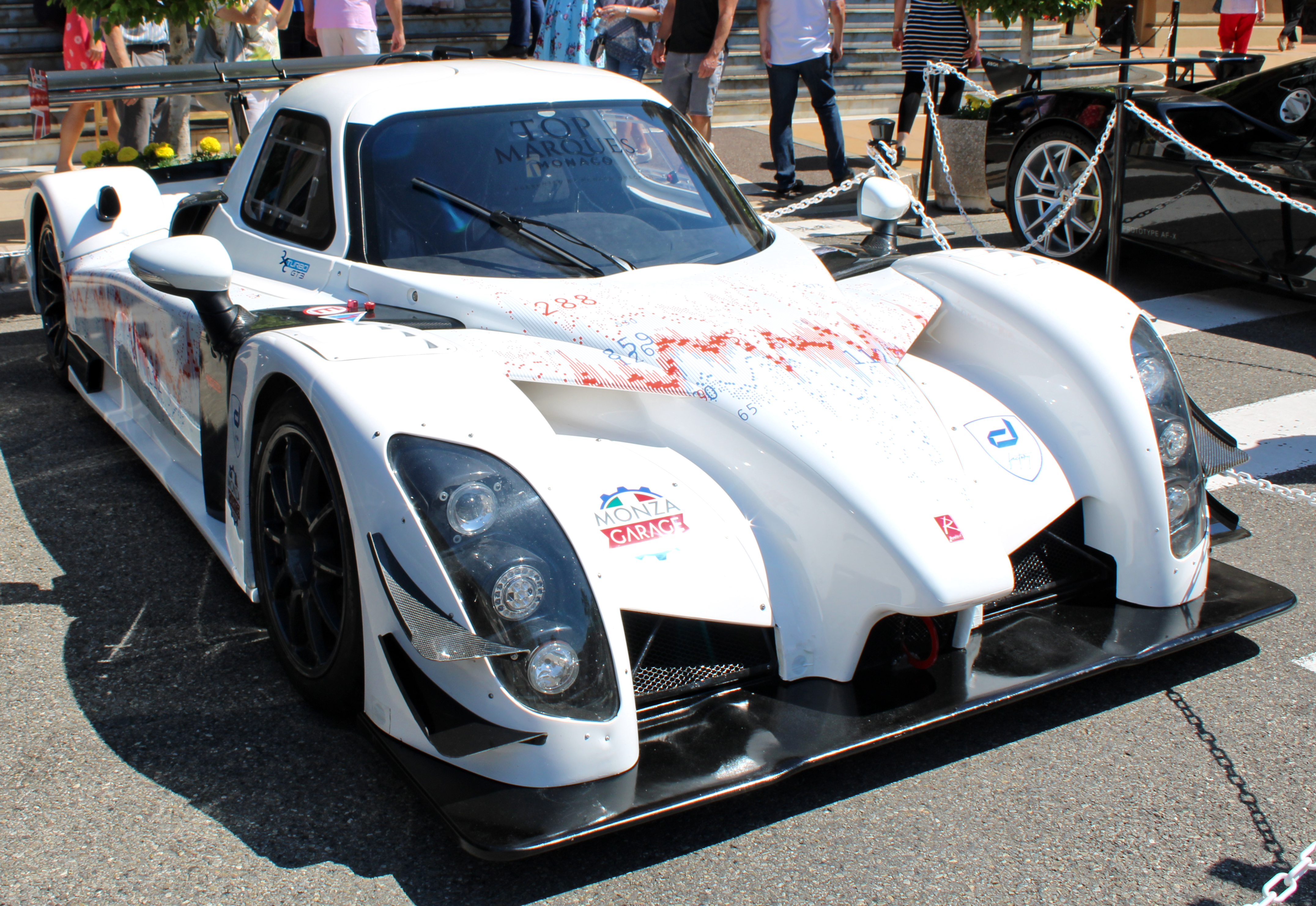
Radical RXC GT3

Der Radical RXC (Abkürzung für Radical Xtreme Coupé) ist ein Sportwagen des britischen Automobilherstellers Radical, der seit 2013 in Peterborough gebaut wird.

## Geschichte
Verkauft wird das Fahrzeug als erste geschlossene Variante des Herstellers seit Herbst 2013. Neben einer straßenzugelassenen Version mit einem 3,5-Liter-V6-EcoBoost-Ottomotor von Ford ist der RXC auch als Rennfahrzeug ohne Straßenzulassung mit einem Achtzylinder-Ottomotor erhältlich. Optisch ähnelt das Coupé einem Le-Mans-Prototypen. In der über drei Jahre langen Entwicklungszeit übernahm der Hersteller einige Erkenntnisse aus dem LMP2-Wagen Radical SR9.
Seit Anfang 2015 wird der RXC auch als Spyder ausgeliefert. Dieser basiert auf dem RXC V8 und ist nur ohne Straßenzulassung erhältlich.
Mit dem 2016 vorgestellten RXC GT3 darf der RXC auch in der Gruppe GT3 der FIA teilnehmen.
Zum 20-jährigen Jubiläum des Unternehmens präsentierte Radical im Juni 2017 den RXC als Turbo 600R 20th Anniversary Car Sondermodell auf dem Goodwood Festival of Speed.

## Technik
Wie auch die anderen Modelle des Herstellers ist der Radical RXC in einer extremen Leichtbauweise gefertigt und kommt so auf ein Eigengewicht von rund 900 kg. Das Fahrzeug wird mit einer Klimaanlage, einem Multifunktionslenkrad und einem Überrollkäfig ausgeliefert.

## Technische Daten
|                            | RXC Turbo (mit Straßenzulassung) | RXC GT                                    | RXC GT                                    | RXC Turbo 600R (ohne Straßenzulassung)    | RXC Spyder (ohne Straßenzulassung)        | RXC GT3 (ohne Straßenzulassung)           | RXC V8 (ohne Straßenzulassung) |
| Bauzeitraum                | 2014–2017                        | seit 2017                                 | seit 2017                                 | seit 2017                                 | seit 2015                                 | seit 2016                                 | 2013–2017                      |
| Motorkenndaten             |                                  |                                           |                                           |                                           |                                           |                                           |                                |
| Motortyp                   | V6-Ottomotor                     | V6-Ottomotor                              | V6-Ottomotor                              | V6-Ottomotor                              | V6-Ottomotor                              | V6-Ottomotor                              | V8-Ottomotor                   |
| Motoraufladung             | Biturbo                          | Biturbo                                   | Biturbo                                   | Biturbo                                   | Biturbo                                   | Biturbo                                   | —                              |
| Hubraum                    | 3500 cm³                         | 3500 cm³                                  | 3500 cm³                                  | 3500 cm³                                  | 3500 cm³                                  | 3500 cm³                                  | 3000 cm³                       |
| max. Leistung bei min−1    | 338 kW (460 PS) / 6000           | 298 kW (405 PS) /                         | 485 kW (659 PS) /                         | 485 kW (659 PS) /                         | 485 kW (659 PS) /                         | 373 kW (507 PS) /                         | 358 kW (487 PS) / 9100         |
| max. Drehmoment bei min−1  | 678 Nm / 4250                    |                                           |                                           |                                           |                                           |                                           | 380 Nm / 7500                  |
| Kraftübertragung           |                                  |                                           |                                           |                                           |                                           |                                           |                                |
| Antrieb                    | Hinterradantrieb                 | Hinterradantrieb                          | Hinterradantrieb                          | Hinterradantrieb                          | Hinterradantrieb                          | Hinterradantrieb                          | Hinterradantrieb               |
| Getriebe, serienmäßig      | Sequentielles 7-Gang-Getriebe    | Maßgefertigtes 6-Gang-Quaife-Quergetriebe | Maßgefertigtes 6-Gang-Quaife-Quergetriebe | Maßgefertigtes 6-Gang-Quaife-Quergetriebe | Maßgefertigtes 6-Gang-Quaife-Quergetriebe | Maßgefertigtes 6-Gang-Quaife-Quergetriebe | Sequentielles 7-Gang-Getriebe  |
| Messwerte                  |                                  |                                           |                                           |                                           |                                           |                                           |                                |
| Höchstgeschwindigkeit      | 298 km/h                         | 288 km/h                                  | 290 km/h                                  | 290 km/h                                  | 290 km/h                                  | 290 km/h                                  | 298 km/h                       |
| Beschleunigung, 0–100 km/h | 2,6 s                            |                                           |                                           | 2,7 s                                     | 2,7 s                                     | 2,7 s                                     | 2,6 s                          |